# Grupo Popular Cortes de Aragón
El Grupo Popular de las Cortes de Aragón (también conocido como PP Cortes de Aragón) es la delegación del Partido Popular en las Cortes de Aragón y fue fundado en 1989 con el nacimiento del Partido Popular, heredero de Alianza Popular. Su presidenta es Luisa Fernanda Rudi, su portavoz es Roberto Bermúdez de Castro Mur y su sede central está en el Palacio de la Aljafería en Zaragoza.

## Historia
El Grupo Popular de las Cortes de Aragón es la delegación del Partido Popular de Aragón en las Cortes de Aragón y procede de la refundación en un partido único de la coalición de partidos Alianza Popular en 1989. La mayoría de dichos partidos formaron previamente otras coalición como Coalición Democrática y Coalición Popular.

## Resultados electorales
En negrita figura los resultados tanto de las circunscripciones electorales como del total de Aragón en que ha resultado ser la opción más votada.

### Elecciones autonómicas
| Fecha | Votos provincia Huesca | %     | Dipu- tados | Votos provincia Teruel | %     | Dipu- tados | Votos provincia Zaragoza | %     | Dipu- tados | Votos total Aragón | %     | Dipu- tados |
| ----- | ---------------------- | ----- | ----------- | ---------------------- | ----- | ----------- | ------------------------ | ----- | ----------- | ------------------ | ----- | ----------- |
| 1991  | 23.574                 | 20,39 | 4           | 25.990                 | 31,28 | 6           | 77.276                   | 18,69 | 7           | 126.840            | 20,72 | 17          |
| 1995  | 41.734                 | 33,31 | 7           | 35.291                 | 40,84 | 7           | 185.874                  | 38,07 | 13          | 262.899            | 37,56 | 27          |
| 1999  | 40.222                 | 33,91 | 7           | 33.206                 | 40,22 | 7           | 175.353                  | 39,04 | 14          | 248.781            | 38,26 | 28          |
| 2003  | 37.479                 | 29,72 | 6           | 28.871                 | 33,57 | 5           | 152.708                  | 30,50 | 11          | 219.058            | 30,73 | 22          |
| 2007  | 35.391                 | 29,24 | 6           | 25.875                 | 31,12 | 5           | 146.109                  | 31,57 | 12          | 207.375            | 31,09 | 23          |
| 2011  | 44.250                 | 36,94 | 7           | 29.642                 | 40,84 | 6           | 195.416                  | 36,98 | 17          | 269.308            | 39,72 | 30          |
| 2015  | 29.021                 | 26,31 | 5           | 20.591                 | 27,53 | 5           | 132.145                  | 27,77 | 11          | 181.757            | 27,50 | 21          |